# Endocochlus gigas
Endocochlus gigas är en svampart som beskrevs av Drechsler 1936. Endocochlus gigas ingår i släktet Endocochlus och familjen Cochlonemataceae.   Inga underarter finns listade i Catalogue of Life.